# New Gods
New Gods (dt. „Die Neuen Götter“) ist eine Reihe von Comic-Veröffentlichungen, die der US-amerikanische Verlag DC Comics, ein Tochterunternehmen des Time-Warner-Konzerns, seit 1972 herausgibt.
Die New Gods Comics gehen auf den New Yorker Autoren und Zeichner Jack Kirby zurück, der das Konzept der Reihe sowie die visuellen Designs ihrer Schauplätze und Hauptfiguren entwickelte. Genremäßig sind die New Gods Comics im Bereich Science-Fiction bzw. Fantasy angesiedelt. Charakteristisch für die Comics sind überdies, themenbedingt, ausgeprägte mythologische Anklänge, die sich an Struktur, Erzählweise und Atmosphäre antiker Epenstoffe anlehnen. Des Weiteren finden sich Anklänge an das Superhelden-Comic, einem spezifisch US-amerikanischen – von Kirby selbst in den frühen vierziger Jahren mitgeschaffenen – Subgenre des Science-Fiction-Comics.
Im Mittelpunkt der Reihe, die in den USA auch als „Fourth World-Mythologie“ oder Jack Kirby's Fourth World bekannt ist, stehen die titelgebenden „Neuen Götter“, eine mächtige außerirdische Rasse, die aus zwei verfeindeten Völkern besteht. Diese halten sich selbst aufgrund ihrer immensen angeborenen Kräfte für Götter und führen daher diesen Namen. Die Beifügung „New“ wird innerhalb der Handlung der Reihe routinemäßig damit erklärt, dass beide Völker ihre Abstammung auf ein ominöses, im Dunkeln der „Geschichte“ liegendes, Volk gemeinsamer Vorfahren zurückführen, das innerhalb des Universums der „New Gods“-Geschichten nur als „die alten Götter“ bekannt ist.

## Veröffentlichungsdaten

### Die ursprünglichen „New Gods“-Comics
Seit den frühen 1970er Jahren hat DC neun reguläre, „fortlaufende“ Serien sowie eine Vielzahl von Miniserien und einige Graphic Novels veröffentlicht, die den „New Gods“-Stoff zum Inhalt haben. Den Kern bilden dabei die vier „ursprünglichen“ in den Jahren 1970 bis 1973 veröffentlichten „Fourth World“-Serien, in denen Jack Kirby als Autor und Zeichner den Grundstein für die gesamte Fourth World Mythologie legte. 
Bei diesen Serien handelte es sich zum einen um die Serie Superman's Pal Jimmy Olsen (1970–1973), die bereits eine fünfzehnjährige Laufzeit hinter sich hatte, als Kirby sie übernahm, und zum anderen um die drei eigens für Kirbys „New Gods Projekt“ ins Leben gerufenen Serien The New Gods (Volume 1), Forever People (Volume 1, 1971–1973) und Mister Miracle (Volume 1, 1971–1973). Die Serie Jimmy Olsen, in deren Mittelpunkt der junge Fotograf – und selbsternannte beste Freund des Helden Superman – James Olsen aus der futuristischen Großstadt Metropolis steht, war dabei ursprünglich eine durch humoristische und phantastische Abenteuer geprägte Klamauk-Serie gewesen, bevor Kirby sie übernahm und zum Ausgangspunkt und Zugpferd seiner episch gefärbten Abenteuergeschichten aus der „Vierten Welt“ machte: Er benutzte dabei die den amerikanischen Comiclesern bereits seit Jahren gut bekannte und bereits hinlänglich etablierte Hauptfigur der „Jimmy Olsen“-Serie als „Führer“ und „Weggefährten“ seiner Leser, um diese so Schritt für Schritt mit seinen neuartigen Konzepten und Ideen vertraut machen zu können. Der Charakter des Jimmy Olsen fungiert dabei vor allem als eine Art Expositionsfigur, die die Welt der „Neuen Götter“ genauso für sich entdecken muss wie die Leser: Indem Olsen durch eine Reihe von Verwicklungen in die Auseinandersetzungen der New Gods hineingezogen wird, werden auch die Leser in die Welt der neuen Götter eingeführt. Wie der Leser der Olsen-Comics die Fourth World erstmals sieht, so ist auch der Jimmy Olsen Charakter jemand, der diese Welt erstmals zu Gesicht bekommt. Dementsprechend konnte Kirby die „Jimmy Olsen“-Serie nutzen, um alle Fragen, die sich seinen Lesern als „lesenden Neuankömmlingen in der Vierten Welt“ stellen mussten, durch die Hauptfigur – als einem „erlebenden Neuankömmling in der vierten Welt“ – stellen zu lassen und die Leser so mit allen erforderlichen Antworten zu versorgen. Mister Miracle, New Gods und Forever People knüpften schließlich an das den Lesern in Jimmy Olsen gebotene Wissen an und begannen völlig neue Geschichten zu erzählen, die vorerst ausschließlich um neue, von Kirby eigens zu diesem Zweck erschaffene, Charaktere kreisten.
Diese Serien waren als eigenständige – und damit auch für sich alleine verstehbare – Reihen angelegt, waren aber zugleich auch in den von Kirby angestrebten „epischen Großkomplex“ eingebettet, innerhalb dessen sie als komplementäre Bestandteile eines „größeren Ganzen“ wirkten. Das heißt, jede Reihe war einerseits als in sich geschlossene Einzelreihe verstehbar, konnte gleichzeitig aber auch als Bestandteil in einen größeren Rahmen eingereiht werden, der ein Ganzes ergibt, das größer als die Summe seiner Teile ist.
Da die vier Reihen schließlich vorzeitig eingestellt werden mussten, konnte Kirby seine Weltraum-Saga nicht zu Ende führen, sondern musste das Projekt ab 1973 unabgeschlossen „ruhen lassen“. In den späten 1970ern erschienen als partielle Fortsetzung der alten Serien sieben weitere Ausgaben von Mister Miracle, welche die Nummerierung der nach 17 Ausgaben abgebrochenen alten Serie fortführten (#18–25). Zudem war Mister Miracle in den 1970ern und 1980ern ein häufiger Gaststar in den „Team-Up“-Serien The Brave and the Bold und DC Comics Presents, in denen Batman bzw. Superman gemeinsam mit wechselnden Figuren des DC-Verlages Abenteuer erlebten.

### Die späteren „New Gods“-Comics (1981–2003)
1984 wurden die elf Hefte der „New Gods“-Serie als sechsteilige Miniserie neu aufgelegt, wobei die ersten fünf Hefte der neuen Miniserie je zwei der alten Hefte reprinteten, während die Ausgabe # 6 das Heft # 11 der alten Serie, sowie ein von Kirby beigesteuertes neues Ergänzungskapitel beinhaltete, das die Serie zwar nicht ganz beendete, aber einige unabgeschlossene Handlungsstränge auflöste und das so plötzlich abgebrochene Epos logisch arrondierte. Daneben verfasste Kirby seit 1984 die Reihe Super Powers, in der er u. a. in loser Folge Geschichten um Darkseid, Metron und andere „New Gods“-Charaktere erzählte.
1985 veröffentlichte DC schließlich den von Kirby gezeichneten und verfassten grafischen Roman The Hunger Dogs, in dem endlich ein Abschluss der „Fourth World“-Thematik präsentiert wurde. 
Zwischen 1988 und 2003 wurden zudem zahlreiche Fortsetzungen und Neuinterpretationen der alten Geschichten veröffentlicht, in denen sich neue Autoren und Zeichner – meist unter Ausklammerung der Hunger Dogs-Geschichte – Kirbys „New Gods“ widmeten: So produzierte DC in den späteren 1980ern und frühen 1990ern die Miniserie Forever People (1988), eine zweite „New Gods“-Serie (1989/1990), ein Special (1988), sowie zwei weitere Serien unter dem Mister Miracle-Titel (1987–1990 bzw. 1995) die von Doug Moench (28 Ausgaben) und Kevin Dooley (7 Ausgaben) verfasst wurden. In den späteren 1990er Jahren folgte die von John Byrne gestaltete Reihe Jack Kirby's Fourth World (1996–1998) sowie zwei Mister Miracle-Miniserien (1997 bzw. 2005). Von 2001 bis 2003 gab DC schließlich die Serie Orion heraus (28 Ausgaben), die zum größten Teil von Walt Simonson geschrieben und verfasst wurde und die außerdem die „Backup-Serie“ Tales of the New Gods enthielt.

### Nachdrucke
Im Jahr 2000 begann DC Kirbys „Fourth World“-Arbeiten in gediegenen Sammelbänden komplett neu aufzulegen. Um die „künstlerische Vollendung“ von Kirbys Zeichnungen „hinreichend zur Geltung bringen zu können“ entschied man sich dabei dafür, die Geschichten in Schwarz-Weiß nachzudrucken, das heißt, Kirbys Zeichnungen wurden in ihrem Originalzustand, unverändert durch die sonst übliche Colorierung abgedruckt.
2006 legte DC die gesamte Fourth World-Saga der 1970er Jahre in gesammelter Form vor, hier erschienen alle 70er-Jahre-Geschichten aus allen vier ursprünglichen „Kirby-Reihen“ in einem einzigen großen Prachtband unter dem Titel Jack Kirby’s Fourth World Omnibus. Dabei sind die Einzelhefte innerhalb des Bandes so angeordnet, dass die chronologische Abfolge der Ereignisse gewahrt wird: Also anstatt etwa alle Forever People-Hefte oder alle Mister Miracle-Hefte von der jeweils ersten bis zur letzten Ausgabe der jeweiligen Serie hintereinander abzudrucken und dann die nächste Serie als monolithischen Block folgen zu lassen (Beispiel „Mr. Miracle“ # 1–15, dann „Forever People“ #1–10, dann „New Gods“ # 1–11 usw.) wird der Gesamtkanon der Handlung beachtet, so dass etwa zwei New Gods-Hefte hintereinander abgedruckt werden, die unmittelbar aneinander anknüpfen, dann folgt die chronologisch als Nächstes spielende Geschichte – etwa aus einem „Jimmy Olsen“-Heft, um die dann nachfolgende Geschichte – z. B. drei „Forever People“-Ausgaben – zu platzieren usw., so dass am Ende die Handlung in einem konsistenten Handlungsbogen ohne Lücken und Sprünge vorliegt.
Die ersten fünf Ausgaben von Simonsons Orion-Serie wurden mit einigem Ergänzungsmaterial als Sammelband unter dem Titel The Gates of Apokolips vorgelegt.

## Handlung
Die New Gods sind die Bewohner zweier grundverschiedener Zwillingsplaneten, die in Anlehnung an das erste und das letzte Buch der Bibel – dem Buch Genesis bzw. der Apokalypse des Johannes – New Genesis („neue Genesis“) und Apokolips heißen. Während New Genesis ein utopisches Paradies mit traumhaften Landschaften aus unberührten Wäldern, friedlichen Flussläufen und pittoresken Bergen ist, das von dem weisen und wohlwollenden Highfather („Heiliger Vater“) mit sanfter Hand regiert wird, ist Apokolips ein alptraumhafter, düsterer Ort, auf dem ein Volk von Sklaven (die „Hungerhunde“) ein klägliches Dasein fristet. Apokolips ist von Feuergruben übersät, aus denen die Glut des Planetenkerns an die Oberfläche wabert, zudem hat sein tyrannischer Herrscher Darkseid den Planeten mit lebensfeindlicher, kalter, kantiger, metallischer Technologie und monströsen Monumentalbauten überwölbt. Die Bevölkerung arbeitet in den Minen und Waffenfabriken, um schreckliche Waffen zu konstruieren und somit Darkseids Gier nach Macht zu befriedigen.
Ursprünglich waren beide Planeten Teil einer einzigen großen Welt: Nach einem numinösen, als Ragnarök bezeichneten Todeskampf der alten Götter, spaltete sich diese jedoch in zwei Teile: eine gute und eine schlechte Welt.

## Nachwirkung
Kirbys „New Gods“-Mythologie entfalte schon bald nach der Erstveröffentlichung seiner Geschichten einen gewichtigen Einfluss auf das Schaffen zahlreicher amerikanischer Filmemacher und Comicschaffender, insbesondere im Bereich des Science-Fiction-Genres: Bedeutsam ist dabei sicherlich die Adaption vieler Handlungsmuster, ästhetischer Konzepte und Figuren der „Fourth World“ für die populäre Kinoreihe Star Wars. So gleicht etwa die Beziehung von Darth Vader und Luke Skywalker, dem Schurken und dem Haupthelden in den „Star Wars“-Filmen in auffälliger Weise (Darth Vader versucht seinen Sohn Skywalker für die „dunkle Seite“, dark side, zu gewinnen) der Beziehung zwischen dem Diktator Darkseid und seinem Sohn Orion, dem Hauptschurken bzw. Haupthelden in Kirbys „New Gods“-Geschichten.
Zu den weiteren Reihen, die erkennbar durch Kirbys Götter-Mythologie beeinflusst worden sind, zählt etwa der Fantasy-Comic He-Man aus den frühen 1980er Jahren.

## Figuren
Siehe: Figuren in den New Gods Comics.